# Чижев (гміна)
Гміна Чижев (пол. Gmina Czyżew) — місько-сільська гміна у східній Польщі. Належить до Високомазовецького повіту Підляського воєводства.
Станом на 31 грудня 2011 у гміні проживало 6600 осіб.

## Територія
Згідно з даними за 2007 рік площа гміни становила 123.40 км², у тому числі:
- орні землі: 87.00%
- ліси: 7.00%

Таким чином, площа гміни становить 9.63% площі повіту.

## Населення
Станом на 31 грудня 2011:
| Опис     | Загалом | Загалом | Чоловіки | Чоловіки | Жінки | Жінки |
| -------- | ------- | ------- | -------- | -------- | ----- | ----- |
| одиниця  | осіб    | %       | осіб     | %        | осіб  | %     |
| все      | 6600    | 100     | 3337     | 50.56    | 3263  | 49.44 |
| міське   | 2625    | 100     | 1293     | 49.26    | 1332  | 50.74 |
| сільське | 3975    | 100     | 2044     | 51.42    | 1931  | 48.58 |

## Сусідні гміни
Гміна Чижев межує з такими гмінами: Анджеєво, Боґути-П'янкі, Високе-Мазовецьке, Замбрув, Клюково, Нур, Шепетово, Шульбоже-Вельке.